# Klupsko prvenstvo Hrvatske u odbojci na pijesku za žene 2006.
Klupsko prvenstvo Hrvatske u odbojci na pijesku za žene za 2006. godinu, odnosno za sezonu 2005./06.  
Igrane su: 
- 1. liga – 12 klubova; prvak "Rijeka"

## Prva liga
Sudionici
- KOP Arbanasi-Madex – Zadar
- KOP Čakovec – Čakovec
- KOP Jadera – Zadar
- KOP Jadrija – Šibenik  (odustali)
- ŽKOP Jarun – Zagreb
- KOP Novi Zagreb – Zagreb
- KOP Olimpik – Zagreb  (odustali)
- KOP Rijeka – Rijeka
- KOP Vrapče – Zagreb
- KOP Zagreb – Zagreb
- KOP Žal – Pula
- KOP Žnjan  – Split

Sustav natjecanja
12 klubova u kvalifikacijskom dijelu podijeljene u 2 skupine po 6. Najboljih četiri iz svake skupine se plasira na "Završni turnir" (ukupno 8 ekipa). I skupine na kvalifikacijskom turniru, kao i završni turnir su igrane kao jednokružna liga. 
Turniri
- 1. turnir (kvalifikacijski): Zagreb, 14.-16. srpnja 2006.
- 2. turnir (završni), Zagreb, 21.-23. srpnja 2006.

### Ljestvice
Kvalifikacijski turnir
| Skupina A | Skupina A | Skupina A | Skupina A | Skupina A | Skupina A | Skupina A | Skupina A | Skupina A | Skupina A | Skupina A | Skupina A      |
| mj        | klub      | ut        | pob       | ner       | por       | set+      | set-      | poen+     | poen-     | bod       |                |
| --------- | --------- | --------- | --------- | --------- | --------- | --------- | --------- | --------- | --------- | --------- | -------------- |
| 1.        | Zagreb    | 4         | 3         | 1         | 0         | 14        | 2         | 294       | 206       | 7         | Završni turnir |
| 2.        | Žnjan     | 4         | 2         | 1         | 1         | 10        | 7         | 263       | 301       | 5         | Završni turnir |
| 3.        | Žal       | 4         | 1         | 2         | 1         | 9         | 8         | 307       | 262       | 4         | Završni turnir |
| 4.        | Čakovec   | 4         | 0         | 3         | 1         | 7         | 12        | 290       | 318       | 3         | Završni turnir |
| 5.        | Jadera    | 4         | 0         | 1         | 3         | 3         | 14        | 254       | 321       | 1         |                |
|           | Olimpik   | odustali  | odustali  | odustali  | odustali  | odustali  | odustali  | odustali  | odustali  | odustali  |                |

| Skupina B | Skupina B      | Skupina B | Skupina B | Skupina B | Skupina B | Skupina B | Skupina B | Skupina B | Skupina B | Skupina B | Skupina B      |
| mj        | klub           | ut        | pob       | ner       | por       | set+      | set-      | poen+     | poen-     | bod       |                |
| --------- | -------------- | --------- | --------- | --------- | --------- | --------- | --------- | --------- | --------- | --------- | -------------- |
| 1.        | Rijeka         | 4         | 4         | 0         | 0         | 16        | 0         | 340       | 196       | 8         | Završni turnir |
| 2.        | Erste Zagreb   | 4         | 3         | 0         | 1         | 12        | 3         | 340       | 267       | 6         | Završni turnir |
| 3.        | Vrapče         | 4         | 2         | 0         | 2         | 9         | 10        | 307       | 332       | 4         | Završni turnir |
| 4.        | Jarun          | 4         | 0         | 1         | 3         | 4         | 14        | 243       | 337       | 1         | Završni turnir |
| 5.        | Arbanasi-Madex | 4         | 0         | 1         | 3         | 2         | 14        | 216       | 314       | 1         |                |
|           | Jadrija        | odustali  | odustali  | odustali  | odustali  | odustali  | odustali  | odustali  | odustali  | odustali  |                |

Završni turnir
| mj | klub        | ut | pob | ner | por | set+ | set- | poen+ | poen- | bod |
| -- | ----------- | -- | --- | --- | --- | ---- | ---- | ----- | ----- | --- |
| 1. | Rijeka      | 7  | 6   | 1   | 0   | 26   | 4    | 588   | 359   | 13  |
| 2. | Zagreb      | 7  | 4   | 3   | 0   | 24   | 6    | 581   | 341   | 11  |
| 3. | Novi Zagreb | 7  | 4   | 1   | 2   | 21   | 14   | 632   | 524   | 9   |
| 4. | Žal         | 7  | 2   | 3   | 2   | 18   | 17   | 563   | 551   | 7   |
| 5. | Vrapče      | 7  | 2   | 3   | 2   | 15   | 18   | 550   | 514   | 7   |
| 6. | Žnjan       | 7  | 2   | 2   | 3   | 15   | 18   | 535   | 503   | 6   |
| 7. | Jarun       | 7  | 1   | 1   | 5   | 8    | 22   | 365   | 547   | 3   |
| 8. | Čakovec     | 7  | 0   | 0   | 7   | 0    | 28   | 114   | 589   | 0   |

## Vanjske poveznice
- hos-cvf.hr, Odbojka na pijesku
- kop-cakovec.hr  Arhivirana inačica izvorne stranice od 10. studenoga 2024. (Wayback Machine)